# Puebla del Salvador
Puebla del Salvador è un comune spagnolo di 211 abitanti situato nella comunità autonoma di Castiglia-La Mancia.